# Foreste sempreverdi della pianura del Chang Jiang
Le foreste sempreverdi della pianura del Chang Jiang sono un'ecoregione dell'ecozona paleartica, definita dal WWF (codice ecoregione: PA0415), che si estende nelle regioni meridionali della Cina.

## Territorio
Questa ecoregione è delimitata a sud e ad ovest dalle colline che cingono la pianura del corso inferiore del Chang Jiang (o Fiume Azzurro), e a nord da un basso spartiacque che segna il confine della pianura dello Huang He (o Fiume Giallo).
Molte aree hanno perso la loro copertura originaria di foreste subtropicali da migliaia di anni. Attualmente, le zone più importanti dal punto di vista della conservazione sono le zone umide e gli habitat acquatici. In vasti laghi poco profondi come il Poyang e il Dongting vivono molte forme rare ed endemiche di vertebrati acquatici e un gran numero di uccelli acquatici, alcuni dei quali a grave rischio di estinzione.
L'idrologia del lago Poyang è caratteristica. Le sue dimensioni sono mutevoli e il livello delle sue acque varia di ben 11 m tra la stagione umida e quella secca, in quanto d'estate, durante la stagione umida, si riempie delle acque trasportate del Chiang Jiang, che poi, durante l'inverno, rifluiscono pian piano nel fiume. Tuttavia questa particolarità idrologica rischia di essere compromessa dopo la costruzione della diga delle Tre Gole.
Anche le dimensioni e la profondità del lago Dongting variano a seconda della stagione. In estate la sua superficie passa da 3700 a più di 13.000 km² e la sua profondità cresce di oltre 10 m. Quest'area, circondata da alcune delle risaie più produttive della Cina, è stata pesantemente modificata dall'uomo fin dalle epoche preistoriche.

## Flora
Su pianure alluvionali e basse colline un tempo crescevano estese foreste di fagacee  sempreverdi (Cyclobalanopsis spp., Castanopsis spp.), associate a lauracee (Phoebe spp., Cinnamomum spp., Persea spp.), e ad altri taxa propri delle foreste tropicali. Paludi di canne circondavano i bacini lacustri stagionalmente inondati. Oggi  alcune zone mantengono ancora inalterato l'aspetto originario, ma la maggior parte del territorio è stato convertito in risaie.
Nelle zone collinari come i Dabie Shan un tempo crescevano foreste miste di conifere (Pinus massoniana, Cunninghamia lanceolata) e latifoglie decidue come betulle (Betula spp.) e aceri (Acer spp.). Oggi la maggior parte di queste aree è ricoperta da boscaglia.

## Fauna
Tra i mammiferi meglio adattati alle variazioni stagionali di piena e riflusso del Chiang Jiang vi è il cervo di palude (Hydropotes inermis), che si sposta nuotando verso le aree più elevate prima dell'inizio della stagione delle piogge. Anche la lontra (Lutra lutra) abita i corsi d'acqua.
Tra gli uccelli più rari di questa ecoregione figura la gru siberiana (Grus leucogeranus), della quale 3000 esemplari svernano nel lago Poyang, il lago più grande della Cina. Tale numero è pari grosso modo al 98% dell'intera popolazione mondiale. Altri uccelli acquatici rari e minacciati di estinzione che visitano il lago Poyang sono la cicogna orientale (Ciconia boyciana), l'oca cigno (Anser cygnoides) e la gru nucabianca (Grus vipio). Oltre a questi, anche numerose congregazioni di altri uccelli acquatici migratori utilizzano il lago Poyang come sito di svernamento.
Altre rare creature acquatiche qui presenti sono il lipote (Lipotes vexillifer), presente nelle vicinanze del lago Poyang e forse già estinto, pesci come lo storione cinese (Acipenser sinensis) e il pesce spatola cinese (Psephurus gladius), l'alligatore cinese (Alligator sinensis) e la salamandra gigante (Andrias davidianus).

## Conservazione

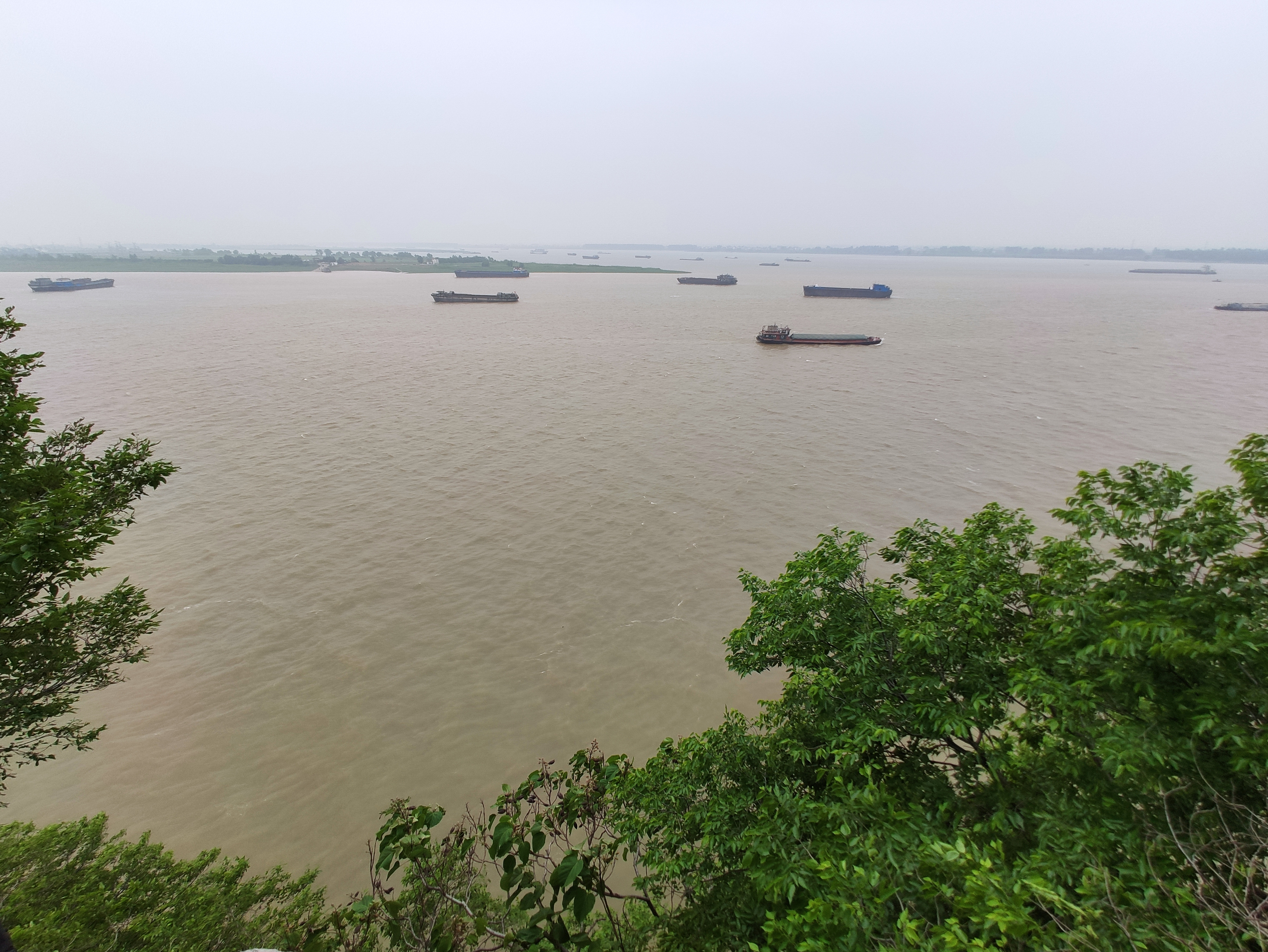
Imbarcazioni presso il lago Poyang

Le foreste sono state pressoché distrutte quasi completamente e rimpiazzate da risaie, piantagioni di conifere e vegetazione arbustiva. Gli ambienti acquatici sono stati convertiti in risaie e impianti di itticoltura. Alcune misure di conservazione sono state messe in atto presso il Poyang e alcuni altri grandi e poco profondi laghi d'acqua dolce, ma la loro applicazione è difficile. La diga delle Tre Gole è il più grande progetto di imbrigliamento delle acque mai messo in opera. Ha permesso di ridurre i danni provocati dalle inondazioni a valle e di generare energia idroelettrica, ma ha anche alterato irreparabilmente i cicli idrologici fondamentali per l'ecologia di laghi come il Poyang e il Dongting.